# Port lotniczy Hualian
Port lotniczy Hualian (IATA: HUN, ICAO: RCYU) – port lotniczy położony w Hualian, na Tajwanie. Obsługuje wyłącznie połączenia krajowe. Znajduje się tu baza wojskowa Sił Powietrznych Republiki Chińskiej.

## Linie lotnicze i połączenia
- China Airlines
  - Mandarin Airlines (Kaohsiung)
- TransAsia Airways (Tajpej-Songshan)